# Sukiyaki Western Django
Sukiyaki Western Django (jap. スキヤキ・ウエスタン　ジャンゴ, Sukiyaki Uesutan Jango) ist ein 2007 erschienener Film von Takashi Miike, der unter anderem für den Horrorfilm Audition bekannt ist.
Der Name leitet sich vom japanischen Eintopfgericht Sukiyaki ab, eine Anspielung auf Italowestern, die auch Spaghettiwestern genannt wurden, sowie den Westernfilm Django von Sergio Corbucci mit Franco Nero in der Titelrolle. Neben bekannten japanischen Schauspielern wurde eine Rolle mit Quentin Tarantino besetzt, der später seinen eigenen Italowestern, inspiriert von Django, drehen sollte.

## Handlung
Einige Jahrhunderte nach dem Gempei-Krieg bekämpfen sich zwei rivalisierende Klans, die weißgekleideten Genji und die rotgekleideten Heike, bis aufs Blut. Währenddessen reist ein namenloser Fremder durch die Stadt Yuta. Nach Ablehnen der Anfragen beider Klans findet er Unterschlupf bei einer Frau namens Ruriko. Da erfährt der Namenlose, dass vor mehreren Jahren Goldbergbau in der Stadt betrieben wurde und dass die rivalisierenden Klans um das restliche Gold kämpfen.

## Hintergrund
- Der Protagonist wird als namenloser Revolverheld dargestellt, in Anspielung auf die „Dollar-Trilogie“ von Sergio Leone, die wiederum von dem japanischen Film Yojimbo – Der Leibwächter abgeleitet wurde. Der Film wird oft als Inspiration und Grund zur Entstehung von Italowestern genannt.
- Einige Szenen des zuvor genannten Filmes spiegeln sich auch in der Handlung dieses Filmes wider.[4]
- Der Film erwies sich als Flop, da er bei einem Budget von ungefähr 4 Millionen Dollar nur rund 3 Millionen wieder eingespielt hat.[5]

## Kritik
Auf der Seite Rotten Tomatoes, einer Online-Datenbank mit Sammlungen von verschiedenen Kritiken, bekam der Film 56 Prozent. Das Lexikon des internationalen Films schreibt über den „harten, recht ungewöhnlichen“ Film: „Der in einer leicht surreal anmutenden Umgebung angesiedelte Re-Import des Kurosawa-Klassikers Yojimbo, der das japanische Kino mit mühselig englisch sprechenden Darstellern beleben soll.“

## Auszeichnungen
Bei den Internationalen Filmfestspielen von Venedig war der Film im Rennen um den Goldenen Löwen.